# Heinrich Schulz
Heinrich Schulz (* 12. September 1872 in Bremen; † 4. September 1932 in Berlin) war ein deutscher Reformpädagoge und Politiker (SPD). Er gilt als der Wegbereiter der Stenografie in Form der „Deutschen Einheitskurzschrift“ (DEK).

Heinrich Schulz

## Biografie

### Frühe Jahre
Schulz wuchs in Bremen-Gröpelingen auf. Er absolviert die Volks- und Realschule und besuchte von 1889 bis 1892 das Bremer Lehrerseminar. Zunächst war er Lehrer an einer privaten Realschule in Bremen. Er absolvierte 1893 ein Jahr Militärdienst in Leipzig. 1894 ging er als freier Schriftsteller nach Berlin.

### Politische Arbeit
Schulz trat 1892 der Sozialdemokratischen Partei Deutschlands (SPD) bei. 1894 wurde er Lehrer und 1895 Vorsitzender der sozialdemokratischen Arbeiterbildungsschule in Berlin. Zugleich war er im Pressedienst der SPD tätig und stellvertretender Vorsitzender der Freien Volksbühne Berlin. Von 1897 bis 1901 war er Chefredakteur der Tribüne und bis 1902 der Volksstimme in Erfurt. Von 1901 bis 1906 war er in Bremen als Leiter der Bremer Bürgerzeitung tätig. 1905 gründete er den Bildungsausschuss des Gewerkschaftskartells.
Schulz arbeitete von 1906 bis 1919 als Geschäftsführer des Zentralbildungsausschusses der SPD. Nachdem er ursprünglich dem linken Parteiflügel um Rosa Luxemburg zugerechnet wurde, schloss er sich im Ersten Weltkrieg den Positionen von Friedrich Ebert an. Seit 1919 war er Mitglied des SPD-Parteivorstandes, ab 1919 Vorsitzender der Zentralstelle für die arbeitende Jugend, des späteren „Verbandes der Arbeiterjugendvereine Deutschlands“, und Vorsitzender des „Reichsausschusses für sozialistische Bildungsarbeit“.
Im Ersten Weltkrieg diente Schulz in Namur in Belgien. Nach seiner Entlassung aus dem Militärdienst im November 1918 wurde er von Friedrich Ebert als dessen persönlicher Referent Geschäftsführer der Reichskanzlei und Verbindungsmann zu den Reichs- und Landesbehörden beschäftigt.
In den zwanziger Jahren war er Vorsitzender der „Arbeitsgemeinschaft sozialdemokratischer Lehrer“ und Leiter des „Sozialistischen Kulturbundes“.

### Abgeordneter
Von 1912 bis 1918 gehörte Schulz dem Reichstag an, wo er den Wahlkreis Erfurt 4 vertrat. Von 1919 bis 1920 war er Mitglied der Weimarer Nationalversammlung und danach bis 1930 erneut Reichstagsabgeordneter. Er war Vizepräsident der Nationalversammlung, legte dieses Amt aber nach seiner Ernennung zum Unterstaatssekretär am 14. Juli 1919 nieder.

### Öffentliche Ämter
Schulz war von 1919 bis 1927 Unterstaatssekretär bzw. ab 1920 Staatssekretär für Schul- und Bildungsfragen im Reichsministerium des Innern. In dieser Eigenschaft war er Leiter der Kulturabteilung und hatte 1919 bis 1924 die Leitung der Einigungsverhandlungen zur Schaffung einer „Deutschen Einheitskurzschrift“ (DEK) inne.
Im Auftrag des Reichspräsidenten war er 1919 als Verhandlungsführer der SPD an der Ausarbeitung des Weimarer Schulkompromisses beteiligt. Er war Initiator der Reichsschulkonferenz von 1920, an der insgesamt 650 Schulexperten verschiedener pädagogischer, politischer und religiöser Richtungen teilnahmen. Dort setzte er sich als Staatssekretär vor allem für die Schaffung einer Einheitsschule ein, scheiterte damit aber sowohl an der Bildungshoheit der deutschen Länder als auch an den Vorstellungen der Koalitionspartner, die das dreigliedrige Schulsystem (DDP und DVP) oder die Konfessionsschulen (Zentrumspartei) erhalten wollten. 1926 gründete er mit Unterstützung u. a. von Max Liebermann, Gustav Pauli, Emil Waldmann die Deutsche Kunstgemeinschaft für notleidende Künstler. Im März 1927 trat er in den Ruhestand.

### Tod und Grabstätte
Heinrich Schulz starb, nur eine Woche vor seinem 60. Geburtstag, am 4. September 1932 in Berlin. Die Beisetzung erfolgte auf dem Friedhof Heerstraße in Charlottenburg (heutiger Ortsteil Berlin-Westend). Das Grab ist nicht erhalten.

### Familie
Sein Sohn Klaus-Peter Schulz war Mitglied des Deutschen Bundestages.

## Veröffentlichungen
- Sozialdemokratie und Schule. Buchhandlung Vorwärts, Berlin 1907.
- Die Schulreform der Sozialdemokratie. Kaden & Compagnie, Dresden 1911.
- Arbeiterkultur und Krieg. Buchhandlung Vorwärts, Berlin 1916.
- Der kleine Jan. Ein Jahr aus seinem Leben (mit Zeichnungen von Traugott Schalcher). Buchhandlung Vorwärts, Berlin 1920.
- Warum Einheitskurzschrift? Heymann, Berlin 1925.
- Politik und Bildung: Hundert Jahre Arbeiterbildung. J. H. W. Dietz Nachf., Berlin 1931.
- Zum 150. Geburtstag von Heinrich Pestalozzi. Die Neue Zeit, Stuttgart 1896.
- Gehörst Du zu uns? Buchhandlung Vorwärts, Berlin 1913.
- Bilder vom Kriege 1914. In: Bundesarchiv Nachlaß Löbe; N 2178.
- Die Schule nach dem Kriege. 1915 in: Die Arbeiterschaft im neuen Deutschland.
- Arbeiterkultur und Krieg. Buchhandlung Vorwärts, Berlin 1916.
- Der Streit um das Kino. In: Die Glocke, Heft 23 vom 7. September 1918 4. Jhg. 1. Bd., S. 728 ff.
- Schulreform und Sozialdemokratie. Schmidt, Berlin 1919.
- Vorwort zum Band: Die Reichsschulkonferenz 1920. Quelle&Meyer, Berlin 1921.
- Der Weg zum Reichsschulgesetz. Quelle & Meyer, Leipzig 1920.
- Aus meinen vier Pfählen. Quelle & Meyer, Leipzig um 1921.
- Die Mutter als Erzieherin. Ratschläge für die Erziehung im Hause. (2. Aufl.); Dietz Nachf., Stuttgart 1908.
- Jan Kiekindiwelt. Ein Jahr aus seinem Leben. Dietz Nachf., Berlin 1924.
- Der Leidensweg des Reichsschulgesetzes. Dietz Nachf., Berlin 1926.
- Kirchenschule oder Volksschule 1927. Dietz Nachf., Berlin 1927.

## Ehrungen

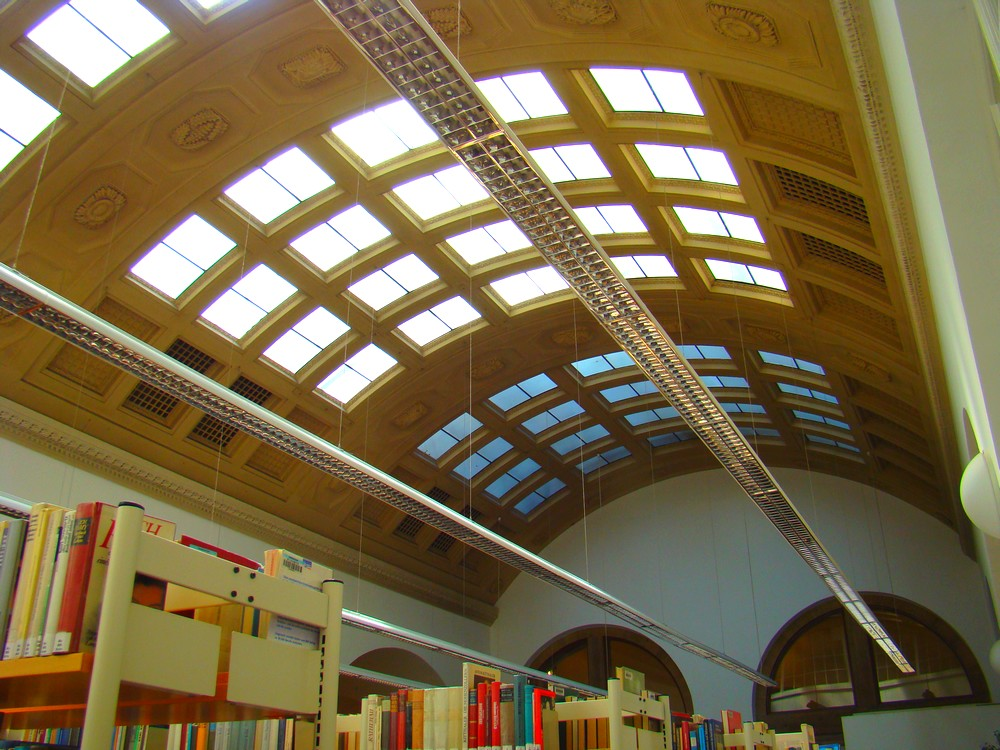
Heinrich-Schulz-Bibliothek Berlin-Charlottenburg

- Nach Schulz ist die Heinrich-Schulz-Bibliothek in Berlin-Charlottenburg benannt.
- Die Heinrich-Schulz-Straße in Bremen-Vahr trägt seinen Namen.